# Pascal Ackermann
Pascal Ackermann (Kandel, 17 januari 1994) is een Duits baan- en wegwielrenner die sinds 2024 rijdt voor Israel-Premier Tech.

## Carrière
In 2011 werd Ackermann samen met Benjamin König en Max Niederlag juniorenwereldkampioen ploegenachtervolging. In datzelfde jaar werden zij in dezelfde discipline tweede op het Europees kampioenschap.
In 2016 sprintte Ackermann, achter Kristoffer Halvorsen, naar de tweede plaats op het wereldkampioenschap voor beloften. Jakub Mareczko werd derde. Eerder dat jaar was Ackermann al nationaal beloftenkampioen geworden.
In 2018 won Ackermann etappes in de Ronde van Romandië en het Critérium du Dauphiné. Ook werd hij nationaal kampioen van Duitsland.
In 2019 won Ackermann het puntenklassement in de Ronde van Italië, evenals het puntenklassement in de Ronde van Guangxi.

## Baanwielrennen

### Palmares
| Jaar     | NK                                                        | EK                   | WK                   | Overig   |
| Junioren | Junioren                                                  | Junioren             | Junioren             | Junioren |
| -------- | --------------------------------------------------------- | -------------------- | -------------------- | -------- |
| 2011     | 1km · Ploegenachtervolging · Keirin                       | Ploegenachtervolging | Ploegenachtervolging |          |
| 2012     | Puntenkoers · Ploegenachtervolging · Ploegkoers · Scratch | Omnium · Ploegkoers  |                      |          |
| Elite    |                                                           |                      |                      |          |
| 2013     | Ploegenachtervolging · Scratch                            |                      |                      |          |
| 2014     | Ploegkoers                                                |                      |                      |          |
| 2015     |                                                           |                      |                      |          |

## Wegwielrennen

### Overwinningen
2011
3e etappe 3-Etappen-Rundfahrt, Junioren
2012
3e etappe Ronde van Nedersaksen, Junioren
Puntenklassement Ronde van Nedersaksen, Junioren
2015
2e etappe Szlakiem Grodów Piastowskich
2016
3e etappe deel B en 4e etappe Ronde van Berlijn
Jongerenklassement Ronde van Estland
 Duits kampioen op de weg, Beloften
2017
Puntenklassement Ronde van de Alpen
2018
5e etappe Ronde van Romandië
2e etappe Critérium du Dauphiné
 Duits kampioen op de weg, Elite
RideLondon Classic
1e en 2e etappe Ronde van Polen
Brussels Cycling Classic
GP Fourmies
2e etappe Ronde van Guangxi
2019
Clásica de Almería
Puntenklassement Ronde van de Algarve
Bredene Koksijde Classic
Eschborn-Frankfurt
2e en 5e etappe Ronde van Italië
 Puntenklassement Ronde van Italië
1e etappe Ronde van Slovenië
1e en 3e etappe Ronde van Polen
1e etappe Ronde van Duitsland
GP Fourmies
Gooikse Pijl
3e en 6e etappe Ronde van Guangxi
 Puntenklassement Ronde van Guangxi
2020
Clásica de Almería
1e etappe Ronde van de Verenigde Arabische Emiraten
2e etappe Sibiu Cycling Tour
3e etappe deel b Sibiu Cycling Tour
1e en 2e etappe Tirreno-Adriatico
 Puntenklassement Tirreno-Adriatico
9e en 18e etappe Ronde van Spanje
2021
Proloog en 3e etappe Sibiu Cycling Tour
2e, 3e en 5e etappe Italiaanse Wielerweek
1e etappe Ronde van Duitsland
2022
Bredene Koksijde Classic
4e etappe Ronde van Polen
2023
11e etappe Ronde van Italië
1e etappe Ronde van Oostenrijk
2025
Klassiek Duinkerke-GP van de Hauts-de-France

## Resultaten in voornaamste wedstrijden
| Jaar | Ronde van Italië | Ronde van Frankrijk | Ronde van Spanje |
| ---- | ---------------- | ------------------- | ---------------- |
| 2017 |                  |                     |                  |
| 2018 |                  |                     |                  |
| 2019 | 122e (2)         |                     |                  |
| 2020 |                  |                     | 131e (2)         |
| 2021 |                  |                     |                  |
| 2022 |                  |                     | 111e             |
| 2023 | 82e (1)          |                     |                  |
| 2024 |                  | 112e                |                  |
| 2025 |                  | 125e                |                  |

| Jaar | Milaan-San Remo | Gent-Wevelgem | Parijs-Roubaix | Amstel Gold Race | Scheldeprijs | Eschborn-Frankfurt |  | WK op de weg |  | Wereldranglijsten |
| ---- | --------------- | ------------- | -------------- | ---------------- | ------------ | ------------------ |  | ------------ |  | ----------------- |
| 2017 |                 |               |                |                  | 5e           | 32e                |  |              |  | 371e (UWT)        |
| 2018 |                 |               |                | opgave           | ↑            | opgave             |  |              |  | 62e (UWT)         |
| 2019 |                 | opgave        |                |                  | 25e          | ↑                  |  | opgave       |  | 7e (UWR)          |
| 2020 |                 | opgave        |                |                  | 21e          |                    |  |              |  | 19e (UWR)         |
| 2021 | 20e             |               |                |                  | 6e           | 5e                 |  | opgave       |  |                   |
| 2022 |                 | opgave        | opgave         |                  | opgave       |                    |  |              |  |                   |
| 2023 |                 | 11e           | opgave         |                  |              | 94e                |  |              |  |                   |
| 2024 |                 |               |                |                  |              |                    |  |              |  |                   |
| 2025 |                 |               |                |                  |              | opgave             |  |              |  |                   |

### Resultaten in kleinere rondes
| Jaar | Ronde van Abu Dhabi / Ronde van de VAE | Parijs-Nice | Tirreno-Adriatico | Ronde van Catalonië | Ronde van Romandië | Critérium du Dauphiné | Ronde van Polen | Ronde van Guangxi |
| ---- | -------------------------------------- | ----------- | ----------------- | ------------------- | ------------------ | --------------------- | --------------- | ----------------- |
| 2017 |                                        |             |                   | opgave              |                    | opgave                |                 | 69e               |
| 2018 | 114e                                   |             |                   |                     | 100e (1)           | opgave (1)            | 105e (2)        | 52e (1)           |
| 2019 |                                        |             |                   |                     |                    |                       | opgave (2)      | 60e (2)           |
| 2020 | 132e (1)                               | opgave      | 133e (2)          |                     |                    |                       | 104e            |                   |
| 2021 | 114e                                   | opgave      |                   |                     |                    |                       | opgave          |                   |
| 2022 | 115e                                   |             | 129e              |                     |                    |                       | 84e (1)         |                   |
| 2023 |                                        |             |                   |                     |                    |                       | 134e            |                   |
| 2024 | 120e                                   | opgave      |                   |                     |                    |                       | opgave          |                   |
| 2025 |                                        |             | opgave            |                     |                    |                       |                 |                   |

(*) tussen haakjes aantal individuele etappe-overwinningen

## Ploegen
- 2013 –  Rad-net Rose Team
- 2014 –  Rad-net Rose Team
- 2015 –  Rad-net Rose Team
- 2016 –  Rad-net Rose Team
- 2017 –  BORA-hansgrohe
- 2018 –  BORA-hansgrohe
- 2019 –  BORA-hansgrohe
- 2020 –  BORA-hansgrohe
- 2021 –  BORA-hansgrohe
- 2022 –  UAE Team Emirates
- 2023 –  UAE Team Emirates
- 2024 –  Israel-Premier Tech
- 2025 –  Israel-Premier Tech

Ackermann · Archbold · Bárta · Baška · Benedetti · Bennett · Bodnar · Buchmann · Burghardt · Herklotz · Kolář · König · Konrad · Majka · McCarthy · Mendes · Mühlberger · Pelucchi · Pfingsten · Poljański · Pöstlberger · J. Sagan · P. Sagan    · Saramotins · Schillinger · Schwarzmann · Selig
Ackermann · Baška · Benedetti · Bennett · Bodnar · Buchmann · Burghardt · Formolo · Großschartner · Kennaugh · Kolář · König · Konrad · Majka · McCarthy · Mühlberger · Oss · Pelucchi · Pfingsten · Poljański · Pöstlberger · J. Sagan · P. Sagan  · Saramotins · Schillinger · Schwarzmann · Selig
Ackermann · Baška · Benedetti · Bennett · Bodnar · Buchmann · Burghardt · Drucker · Formolo · Gatto · Großschartner · Kennaugh · König · Konrad · Majka · McCarthy · Mühlberger · Oss · Pfingsten · Poljański · Pöstlberger · J. Sagan · P. Sagan · Schachmann · Schillinger · Schwarzmann · Selig
Ackermann · Baška · Benedetti · Bodnar · Buchmann · Burghardt · Drucker · Fabbro · Gamper · Gatto · Großschartner · Kämna · Konrad · Laas · Majka · McCarthy · Mühlberger · Oss · Poljański · Pöstlberger · J. Sagan · P. Sagan · Schachmann · Schelling · Schillinger · Schwarzmann · Selig
Ackermann · Aleotti · Baška · Benedetti · Bodnar · Buchmann · Burghardt · Fabbro · Gamper · Großschartner · Kämna · Kelderman · Konrad · Laas · Meeus · Oss · Palzer (vanaf 1 april) · Politt · Pöstlberger · J. Sagan · P. Sagan · Schachmann · Schelling · Schillinger · Schwarzmann · Selig · Walls · Wandahl · Zwiehoff
Ackermann · Almeida · Ardila · Ayuso · Bennett · Bjerg · Brunel (tot 2/6) · Costa · Covi · Fisher-Black · Formolo · Gaviria · Gibbons · Groß · Hirschi · Hodeg · Laengen · Majka · McNulty · Mirza · Molano · I. Oliveira · R. Oliveira · Pogačar · Polanc · Richeze · Soler · Suter · Trentin · Troia · Ulissi · Andersen (stagiair) · Kluckers (stagiair) · Knight (stagiair)
Ackermann · Almeida · Ayuso · Bax · Bennett · Bjerg · Christen (vanaf 1/8) · Covi · Fisher-Black · Formolo · Gibbons · Groß · Großschartner · Hirschi · Hodeg · Laengen · Majka · McNulty · Molano · Novak · I. Oliveira · R. Oliveira · Pogačar · Polanc (tot 15/5) ·  Soler · Trentin · Ulissi · Vine · Vink · Wellens · Yates · Glivar (stagiair)
Ackermann · Bennett · Blackmore (vanaf 3/5) · Boivin · Clarke · Einhorn · Frigo · Froome · Fuglsang · Gee · Hofstetter · Hollyman · Houle · Kogut · Neilands · Pickrell · Raisberg · Riccitello · Sagiv · Schultz · Schwarzmann · Sheehan · Stewart · Strong · Teuns · Van Asbroeck · Vernon · Williams · Woods · Würtz Schmidt · Zabel (tot 2/5) · Brown (stagiair)